# Rally Dakar de 1991
El Rally Dakar de 1991, la decimotercera edición de esta carrera rally raid, se realizó del 29 de diciembre de 1990 al 17 de enero del año siguiente. El trayecto total de esta versión, que se extendió entre París y Dakar, fue de 9186 km y se disputó por rutas de Francia, Gran Yamahiriya Árabe Libia Popular Socialista (actual Libia), Níger, Malí, Mauritania y Senegal.
Participaron en total 184 coches y 113 motocicletas, de los cuales llegaron a la final 128 y 46, respectivamente.

## Recorrido
| Etapa | Fecha                        | Origen                   | Destino                  | Total (km) |
| ----- | ---------------------------- | ------------------------ | ------------------------ | ---------- |
| 1     | 29 de diciembre              | París Francia            | Clermont-Ferrand Francia |            |
| 2     | 30 de diciembre              | Clermont-Ferrand Francia | Marsella Francia         |            |
|       | 31 de diciembre - 1 de enero | Traslado a África        |                          |            |
| 3     | 2 de enero                   | Trípoli Libia            | Gadamés Libia            | 604        |
| 4     | 3 de enero                   | Gadamés Libia            | Idri Libia               | 594        |
| 5     | 4 de enero                   | Idri Libia               | Ghat (Libia) Libia       | 501        |
| 6     | 5 de enero                   | Ghat (Libia) Libia       | Tummu Libia              | 681        |
| 7     | 6 de enero                   | Tummu Libia              | Dirkou Níger             | 601        |
| 8     | 7 de enero                   | Dirkou Níger             | Gossololom Níger         | 350        |
| 9     | 8 de enero                   | Gossololom Níger         | Agadez Níger             | 490        |
|       | 9 de enero                   | Día de descanso          |                          |            |
| 10    | 10 de enero                  | Agadez Níger             | Tillia Níger             | 516        |
| 11    | 11 de enero                  | Tillia Níger             | Gao Mali                 | 630        |
| 12    | 12 de enero                  | Gao Mali                 | Timbuctú Mali            | 410        |
| 13    | 13 de enero                  | Timbuctú Mali            | Néma Mauritania          | 672        |
| 14    | 14 de enero                  | Néma Mauritania          | Tichit Mauritania        | 482        |
| 15    | 15 de enero                  | Tichit Mauritania        | Kiffa Mauritania         | 532        |
| 16    | 16 de enero                  | Kiffa Mauritania         | Tambacounda Senegal      | 572        |
| 17    | 17 de enero                  | Tambacounda Senegal      | Dakar Senegal            | 536        |

## Vencedores por etapas
| Etapa           | Motocicletas           | Coches            |
| --------------- | ---------------------- | ----------------- |
| 1               | Laurent Charbonnel     | Ari Vatanen       |
| 2               | Enlace                 | Enlace            |
| 3               | Alessandro De Petri    | Jacky Ickx        |
| 4               | Marc Morales           | Ari Vatanen       |
| 5               | Luigi Medardo          | Hubert Auriol     |
| 6               | Alessandro De Petri    | Kenjiro Shinozuka |
| 7               | Jean-Christophe Wagner | Kenneth Eriksson  |
| 8               | Stephane Peterhansel   | Ari Vatanen       |
| 9               | Alessandro De Petri    | Kenneth Eriksson  |
| 10              | Jordi Arcarons         | Ari Vatanen       |
| Día de Descanso |                        |                   |
| 11              | Cancelado              | Cancelado         |
| 12              | Gilles Lalay           | Kenneth Eriksson  |
| 13              | Edi Orioli             | Kenneth Eriksson  |
| 14              | Thierry Magnaldi       | Kenneth Eriksson  |
| 15              | Gilles Lalay           | Hubert Auriol     |
| 16              | Jordi Arcarons         | Ari Vatanen       |
| Fuente:         |                        |                   |

## Clasificación final

### Coches
| Puesto | Piloto / copiloto                     | País                 | Marca      |
| ------ | ------------------------------------- | -------------------- | ---------- |
| 1      | Ari Vatanen / Bruno Berglund          | Finlandia / · Suecia | Citroën    |
| 2      | Pierre Lartigue / Pierre Destaillats  | Francia              | Mitsubishi |
| 3      | Jean Pierre Fontenay / Bruno Musmarra | Francia              | Mitsubishi |

### Motos
| Puesto | Nombre               | País    | Marca  |
| ------ | -------------------- | ------- | ------ |
| 1      | Stéphane Peterhansel | Francia | Yamaha |
| 2      | Gilles Lalay         | Francia | Yamaha |
| 3      | Thierry Magnaldi     | Francia | Yamaha |

### Camiones
| Puesto | Nombre                                                | País               | Marca   |
| ------ | ----------------------------------------------------- | ------------------ | ------- |
| 1      | Jacques Houssat / Thierry de Saulieu / Danilo Bottaro | Francia / · Italia | Perlini |
| 2      | Vladimir Goltsov / Firdaus Kabirov / Nikolai Strakhov | Unión Soviética    | Kamaz   |
| 3      | Joel Tammeka / Juhan Anupõld / Enno Piirsalu          | Estonia            | Kamaz   |